# خشارتاب
خیشارتاب (به لاتین: Khishortob) یک منطقهٔ مسکونی در تاجیکستان است که در ولایت سغد واقع شده‌است. خیشرتوب ۴۸ نفر جمعیت دارد و ۲٬۲۹۶ متر بالاتر از سطح دریا واقع شده‌است.